# Bronisław Bula
Pour les articles homonymes, voir Bula.
Bronisław « Bronek » Bula, né le 28 septembre 1946 à Ruda Śląska (Pologne), est un joueur de football international polonais.

## Biographie
Joueur du Ruch Chorzów pendant la majeure partie de sa carrière, il y remporte plusieurs fois le championnat de Pologne, en 1968, 1974 et 1975. Entre 1968 et 1975, il est sélectionné à 26 reprises en équipe nationale de Pologne pour laquelle il marque cinq buts.
Il arrive en France en 1978 en signant au FC Rouen, où il dispute 130 matchs (pour 21 buts) en cinq saisons avant de terminer sa carrière au RC Arras.